# 152641 Fredreed
152641 Fredreed è un asteroide della fascia principale. Scoperto nel 1997, presenta un'orbita caratterizzata da un semiasse maggiore pari a 2,5840349 UA e da un'eccentricità di 0,2351485, inclinata di 3,29607° rispetto all'eclittica.
L'asteroide è dedicato a Frederick Reed De Graaf, padre di uno degli scopritori.